# Аль та Леон
Аль та Леон — колишній американський танцювальний дует. Включав двох учасників Аль Міннс і Леон Джеймс — популярних ліндіхопперів і джазових танцівників. Найбільш відомі завдяки участі в кінострічках та виступах у популярних клубах у 1930-ті ті 1940-ві, як самостійно, так і як частина Гарлемського танцювального гурту Whitey's Lindy Hoppers. З'явилися у фільмі братів Маркс День на скачках. Також брали участь в американських телевізійних програмах у 1950-ті та 1960-ті, висвітлюючи джазові танці, які вони та їх однодумці розвивали у танцювальному залі «Савой» у Нью-Йорк, а також працювали усе життя для популяризації танцю серед молоді.

## Фільмографія
- Jazz Dance [Архівовано 19 вересня 2013 у Wayback Machine.] (1954)
- Участь у телепрограмах: Щотижневе шоу Дюпонта: Чикаго та весь цей джаз (1961)